# تذکره اربیل
تذکرهٔ اربیل یا وقایع‌نامهٔ آربلا (انگلیسی: The Chronicle of Arbela) کتابی تاریخی به زبان سریانی، مربوط به نیمه سدهٔ ششم میلادی است. این کتاب، تاریخ مسیحیت ایالت آدیابن را از سدهٔ دوم تا حدود سال ۵۵۰ میلادی گزارش می‌کند.

## به فارسی
تذکره اربیل. ترجمهٔ محمود فاضلی بیرجندی. تهران: دائرةالمعارف بزرگ اسلامی. ۱۳۹۰. شابک ۹۷۸-۶۰۰-۶۳۲۶-۰۱-۶.